# 卢克·德布里奇
卢克·德布里奇（英語：Luke Durbridge，1991年4月9日—），澳大利亚男子自行车运动员。他曾代表澳大利亚参加2010年和2014年英联邦运动会自行车比赛，获得一枚铜牌。他也曾参加2020年夏季奥林匹克运动会。